# Iharen
Der Iharen, auch Ihaghen oder Pic Laperrine genannt, ist ein Berg im Hoggargebirge in Südalgerien.

## Lage und Gestein
Die markante, aus Phonolith bestehende Bergspitze eines erodierten Vulkanschlots liegt etwa 10 km nordöstlich von Tamanrasset im Oued Tamanrasset unmittelbar westlich der Asphaltstraße, welche später als Piste zum Assekrem-Pass bzw. nach Hirafok führt.

## Erschließung
Der Berg ragt 280 m über den Talboden empor. Eine Besteigung der bis zu 150 m hohen Felswände aus eckigen Lavasäulen ist nur über Kletterrouten möglich. Die Erstbesteigung erfolgte am 8. Mai 1935 durch Raymond Coche und Roger Frison-Roche.

## Benennung
Der Iharen (Tamahaq ›Stößel‹) wurde zu Ehren des französischen Generals und Saharaforschers François-Henry Laperrine Pic Laperrine genannt. Auch Tamanrasset hieß bis zur algerischen Unabhängigkeit 1962 in der französischen Kolonialverwaltung Fort Laperrine.